# 이와타촌 (니가타현)
이와타촌(岩田村)은 니가타현 산토군에 설치되었던 촌이다. 현재의 나가오카시에 해당한다.